# Blasa de María
Juana Francisca Pérez de Labeaga García (Desojo, 29 de enero de 1864-Madrid, 10 de noviembre de 1936), más conocida como Blasa de María, fue una religiosa española, miembro de las Adoratrices del Santísimo Sacramento, asesinada durante la persecución religiosa, en tiempos de la Guerra Civil Española. Fue beatificada por el papa Benedicto XVI el 28 de octubre de 2007.

## Culto
El proceso de beatificación de Blasa de María, está incluido en el grupo de Manuela del Sagrado Corazón y sus veintidós compañeras mártires Adoratrices del Santísimo Sacramento, quienes inmediatamente después de su muerte gozaron de fama de santidad. Dicho proceso fue iniciado el 18 de enero de 1954 y culminó con la beatificación del grupo, en la celebración presidida por el papa Benedicto XVI, celebrada en la plaza de San Pedro de la Ciudad del Vaticano, el 28 de octubre de 2007. En esta ceremonia se beatificaron 498 mártires de la Guerra Civil de España del siglo XX.
Los restos mortales de Blasa se veneran en Monumento a los Caídos del cementerio de Vicálvaro. En el calendario universal de la Iglesia católica se celebra su memoria el 6 de noviembre, mientras que las Adoratrices la conmemoran el 10 de noviembre, día de su martirio.